# Insigne de conducteur du front
L'insigne de conducteur du front, (en allemand, Kraftfahrbewährungsabzeichen), est une décoration militaire allemande du Troisième Reich. Elle fut créée le 23 octobre 1942 pour récompenser les chauffeurs du heer ayant conduit, bien entretenu et pris soin de leurs véhicules (motos, camions, voiture) en situation de combat.

## Attribution
Il existait trois classes pour cet insigne était délivré en fonction des situations rencontrés par les chauffeurs et de leurs emplois :
- Bronze : décerné au chauffeur de motocyclette (90 jours au front) et de véhicules de ravitaillement (175 jours).

- Argent : attribué au chauffeur de motocyclette (180 jours au front) et de véhicules de ravitaillement (330 jours).

- Or : remis au chauffeur de motocyclette (270 jours au front) et de véhicules de ravitaillement (495 jours).

On constate que le nombre de jours nécessaire aux motards est moins élevé que ceux des véhicules lourds tels les camions. Cela vient du fait que les premiers sont plus exposés au danger que les seconds.
Les jours de présence au front (ou les jours de combat) sont définis par le fait que le véhicule a été sous le feu ennemi, a pris part à de longues missions, sur des routes dangereuses ou par des conditions climatiques difficiles.
L'insigne pouvait être retiré à son récipiendaire en cas de faute (accident, négligence dans l'entretien du véhicule), il a cessé d'être accordé à la fin du régime nazi en Allemagne en 1945.

## Description
L'insigne représente une couronne de laurier de forme circulaire entourant un volant, l'ensemble en métal bronzé, argenté, doré.

## Port
L'insigne est fixé sur un fond de tissu (tel les plaques de bras) et devait être cousu en bas de la manche gauche de la veste.